# Coupe du Maroc de football 1956-1957
 (avril 2024).
Si vous disposez d'ouvrages ou d'articles de référence ou si vous connaissez des sites web de qualité traitant du thème abordé ici, merci de compléter l'article en donnant les références utiles à sa vérifiabilité et en les liant à la section « Notes et références ».
Navigation
Édition suivante
La Coupe du Maroc de football 1956-1957 représente la 52e édition de la Coupe du Maroc.
Le Mouloudia Club d'Oujda remporte le trophée après un score nul avec le Wydad Athletic Club, 1-1. La rencontre finale s'est jouée au stade Marcel Cerdan à Casablanca.

## Déroulement

### Seizièmes de finale
| Date                                                     | Lieu                | Équipe 1           | Résultat | Équipe 2          |
| -------------------------------------------------------- | ------------------- | ------------------ | -------- | ----------------- |
| 7 octobre 1956                                           | stade El-Abdi       | DH Jadida          | 2 - 1    | USD Meknès        |
| 7 octobre 1956                                           | stade Marcel Cerdan | US Marocaine       | 6 - 0    | Charaf Oujda      |
| 7 octobre 1956                                           | stade Philip        | Rajah              | 7 - 1    | Hilal Ouezzane    |
| 7 octobre 1956                                           | stade Larbi Zaouli  | Tihad AS           | 1 - 0    | Najah Taza        |
| 7 octobre 1956                                           | stade d'Honneur     | Rachad CM          | 0 - 2    | NARC Casablanca   |
| 7 octobre 1956                                           | stade d'Honneur     | MC Oujda           | 3 - 1    | Racing AC         |
| 7 octobre 1956                                           | stade Municipal     | HUS Agadir         | 0 - 1    | CS Marocain       |
| 7 octobre 1956                                           | stade d'Honneur     | ASF Oujda          | 0 - 4    | Wydad AC          |
| 7 octobre 1956                                           | stade Belvédère     | Âalam              | 0 - 1    | Fath US           |
| 7 octobre 1956                                           | stade El Harti      | KAC Marrakech      | 3 - 0    | ASMJ Rabat        |
| 7 octobre 1956                                           | stade Municipal     | Kénitra AC         | 3 - 0    | Mechâal           |
| 7 octobre 1956                                           | stade El Massira    | US Safi            | 1 - 2    | Charaf HA         |
| 7 octobre 1956                                           | stade Municipal     | USM Berkane        | 3 - 5    | SCC Roches Noires |
| 7 octobre 1956                                           | stade Municipal     | Maghreb AS         | 3 - 0    | MC Marrakech      |
| 7 octobre 1956                                           | stade d'Honneur     | AS Travaux Publics | 1 - 3    | QI Casablanca     |
| Le Moghreb Tetuán avait participé étant invité d'honneur |                     |                    |          |                   |

### Huitièmes de finale
| Date | Lieu                | Équipe 1        | Résultat | Équipe 2          |
| ---- | ------------------- | --------------- | -------- | ----------------- |
| -    | ?                   | MC Oujda        | 4 - 3    | Kénitra AC        |
| -    | ?                   | Fath US         | 2 - 1    | Tihad AS          |
| -    | ?                   | KAC Marrakech   | 2 - 2    | Rajah             |
| -    | ?                   | NARC Casablanca | 0 - 1    | Maghreb AS        |
| -    | ?                   | DH El Jadida    | 2 - 1    | QI Casablanca     |
| -    | ?                   | MA Tétouan      | 0 - 2    | Stade Marocain    |
| -    | stade Belvédère     | ASCO Marocaine  | 1 - 4    | Wydad AC          |
| -    | stade Marcel Cerdan | US Marocaine    | 1 - 0    | SCC Roches Noires |

- Match rejoué :

| Date | Lieu | Équipe 1 | Résultat | Équipe 2      |
| ---- | ---- | -------- | -------- | ------------- |
| -    | ?    | Rajah    | 0 - 2    | KAC Marrakech |

### Quarts de finale
| Date | Lieu                    | Équipe 1      | Résultat | Équipe 2       |
| ---- | ----------------------- | ------------- | -------- | -------------- |
| -    | ?                       | MC Oujda      | 1 - 0    | US Marocaine   |
| -    | ?                       | KAC Marrakech | 2 - 1    | Maghreb AS     |
| -    | Stade Ben-Ahmed-El-Abdi | DH El Jadida  | 0 - 3    | Wydad AC       |
| -    | ?                       | Fath US       | 1 - 2    | Stade Marocain |

### Demi-finales
| Date | Lieu | Équipe 1      | Résultat | Équipe 2       |
| ---- | ---- | ------------- | -------- | -------------- |
| -    | ?    | MC Oujda      | 4 - 2    | Stade Marocain |
| -    | ?    | KAC Marrakech | 0 - 3    | Wydad AC       |

### Finale
| Date             | Lieu       | Équipe 1 | Résultat | Équipe 2 |
| ---------------- | ---------- | -------- | -------- | -------- |
| 25 novembre 1956 | Casablanca | Wydad AC | 1 - 1    | MC Oujda |

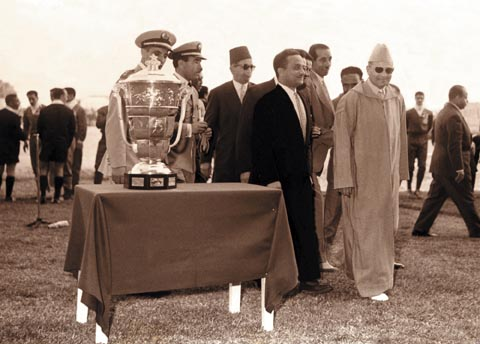
25 novembre 1956, le sultan sidi Mohammed ben Youssef et son ami haj Mohammed Benjelloun devant le trophée.

La rencontre finale oppose les vainqueurs des demi-finales, Mouloudia Club d'Oujda et le Wydad Athletic Club, jouée le 25 novembre 1956 au stade d'Honneur à Casablanca, devant 30 000 spectateurs.
La MC Oujda ouvre le score par l'intermédiaire du français Braizat (  42e), tandus que le WAC égalise en seconde mi-temps sur un pénalty tiré par son attaquant français Patrice Mayet   60e (pen.). Match arbitré par feu monsieur Boubker Lazrak. Les formations sont les suivantes :
- MCO :  Assaban, Restoy, Belkheir, Boutaleb, Larabi, Kaouachi, Madani, Sabi, Belaïd, Braizat, Charef.
- WAC :  Benjilali, Messaoud, Tibari, Lahbib, Kadmiri, Bettache (Mustapha 1), Belhassan, Zhar, Msitifa (Mustapha 2), Gomez, Mayet.

Malgré un score de parité, 1-1, le sultan Mohammed ben Youssef a décidé de donné le trophée au mouloudia d'Oujda pour éviter de jouer un autre match.

## Source
- Rsssf.com